# Arcfox Alpha-S
 (février 2023).
L'Arcfox α-S est une berline full-size entièrement électrique fabriquée par BAIC sous la marque Arcfox.

## Aperçu

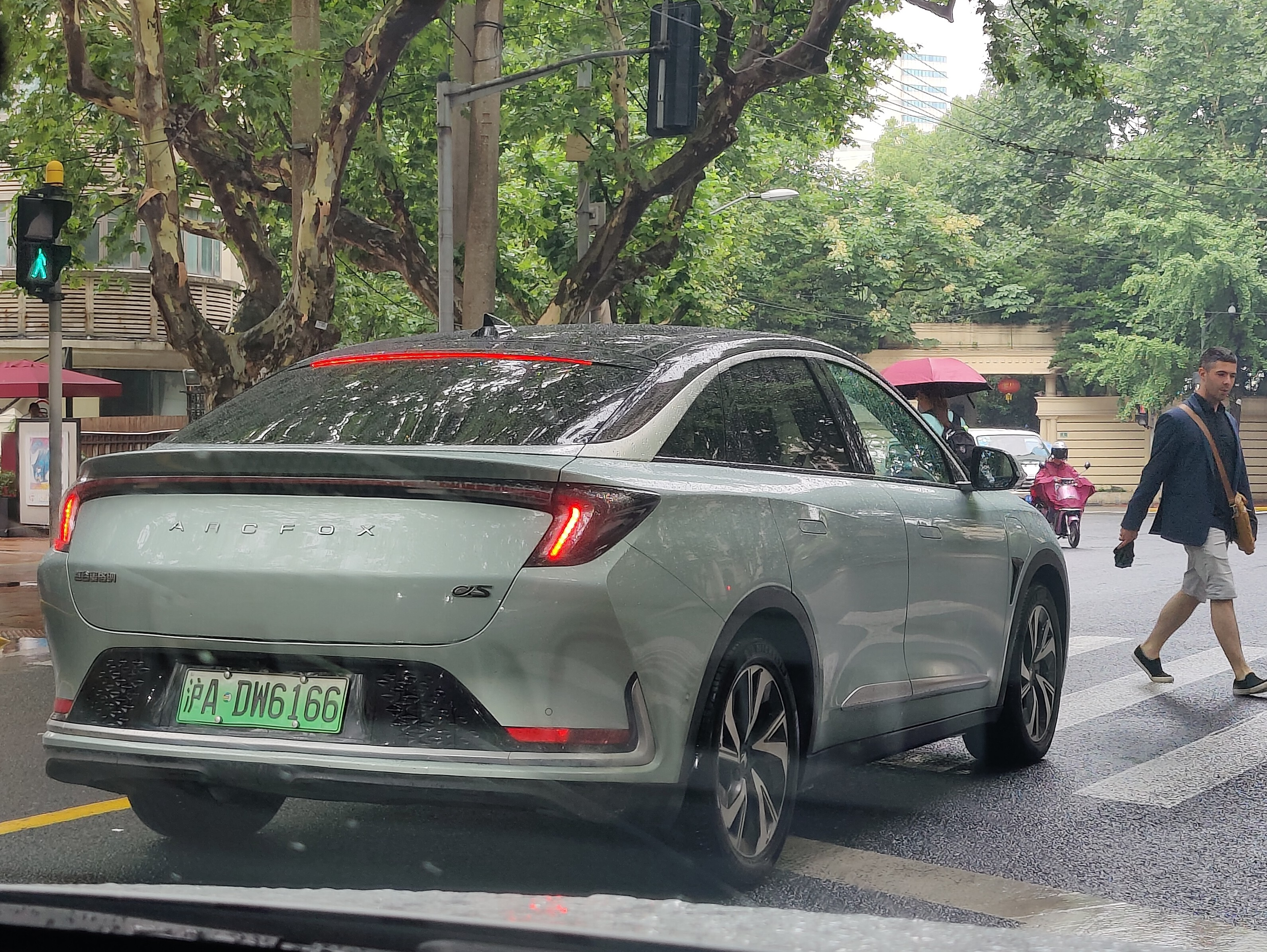
Arrière de l'Arcfox α-S

Dans la seconde moitié de janvier 2021, la division automobile chinoise Arcfox a présenté une nouvelle grande berline électrique, qui, comme le plus petit modèle ArcFox α-T, s'appelait α-S et elle conservée une formule stylistique similaire.
La voiture était dotée de phares de style agressif, d'une imitation de prise d'air en forme de trapèze et d'un tablier avant pointu. De plus, le véhicule dispose d'une ligne de toit en pente douce, ainsi que de poignées de porte escamotables et de feux arrière reliés par une bande lumineuse.
Le système électrique de l'Arcfox α-S se compose d'un moteur électrique de 218 ch (160 kW) qui fournit un couple maximal de 360 N m. En ce qui concerne les variantes disponibles pour la batterie, le constructeur a prévu trois variantes qui permettront au véhicule de parcourir 525, 603 ou 708 kilomètres avec une seule charge selon la procédure de mesure chinoise.